# 康盛花園巴士總站
康盛花園巴士總站（英文：Hong Sing Garden Bus Terminus）是一個位於香港西貢區將軍澳康盛花園的巴士總站。

## 站位設計
本站採用坑位設計，共設有一條單坑，一條雙坑和一條三條行車線的坑。

## 總站路線資料（巴士）

### 九龍巴士96線
- 康盛花園 ↔ 大埔工業邨

2022年12月12日投入服務，途經寶林、坑口、將軍澳市中心、將藍公路、麗港城、觀塘繞道、大老山隧道、香港科學園、白石角、運頭塘邨、大埔中心、太和邨及富亨邨。

### 九龍巴士97線
- 康盛花園 ↔ 烏溪沙站

2022年10月3日投入服務，途經寶林、坑口、將軍澳隧道、觀塘繞道、大老山隧道、亞公角、富安花園、耀安邨、新港城及錦英苑，本線只於星期一至五繁忙時間提供服務。

### 九龍巴士98P線(上午班次)
- 康盛花園 → 尖沙咀東

2000年9月15日開辦，只在平日早上及下午繁忙時間提供服務。途經翠林邨、寶林、茵怡花園、佐敦道、尖沙咀栢麗大道及尖沙咀東部商業區。

### 九龍巴士296M線
- 康盛花園 ↔ 坑口站

1998年9月10日開辦，是將軍澳新市鎮區內線。途經翠林邨、怡心園、寶林邨、新都城、將軍澳公共圖書館、尚德、靈實醫院、將軍澳游泳池、將軍澳醫院及厚德邨。

### 過海隧道巴士690、690P線
690
- 康盛花園 ↔ 中環（交易廣場）

1990年8月13日開辦，是將軍澳首條過海巴士路線。途經翠林邨、寶林、茵怡花園／將軍澳游泳池、藍田、匯景花園、東區海底隧道、北角英皇道、銅鑼灣、灣仔、海富中心及中環匯豐銀行總行。
690P
- 康盛花園 → 中環（交易廣場）

2000年5月2日開辦，是路線690的特快班次。途經翠林邨、寶琳、茵怡花園／將軍澳游泳池、藍田、匯景花園、東區海底隧道、灣仔警署及中環匯豐銀行總行。

### 城巴798A線
- 將軍澳（康盛花園） → 沙田站（上午班次）
沙田市中心 → 將軍澳（康盛花園）（下午班次）

### 九龍巴士893線
- 沙田馬場 → 康盛花園

2000年2月26日開辦，只在沙田馬場賽事日行走，接載馬迷離開馬場。途經大老山隧道、尚德、坑口、寶琳及翠林邨。

### 城巴E22A線
- 將軍澳（康盛花園） ↔ 航天城

2000年10月22日投入服務，2011年9月25日延長至此，途經寶林、坑口、將軍澳市中心、調景嶺、鑽石山、黃大仙、大窩坪、東涌市中心、機場後勤區及一號客運大樓，為將軍澳首條來往香港國際機場的路線。

### 城巴N29線
- 將軍澳（康盛花園） ↔ 東涌站（經機場）

1999年12月20日起投入服務，是將軍澳首條通往機場的通宵路線，初時總站為寶林公共運輸交匯處，2012年5月13日起遷往該處。現時途經康盛花園、翠林邨、寶林、景林邨、坑口、將軍澳市中心、調景嶺、尚德、藍田、觀塘市中心、牛頭角、九龍灣、牛池灣、鑽石山、黃大仙、橫頭磡、大窩坪、香港國際機場客運大樓、國泰城、航空膳食區、貨運區及東涌市中心。

### 九龍巴士R298線
- 康盛花園→ 尖沙咀（麼地道）

## 總站路線資料（非專營巴士）

### 居民巴士NR28線
- 康盛花園 →尖沙咀

## 總站路線資料（專線小巴）

### 新界區專線小巴13線
- 康盛花園／靈實醫院 ↔ 觀塘（裕民坊）

### 新界區專線小巴15線
- 康盛花園 ↔ 坑口（北）

### 新界區專線小巴15M線
- 康盛花園 ↔ 寶琳站

### 新界區專線小巴105線
- 康盛花園 ↔ 土瓜灣（高山道）

### 新界區專線小巴105S線
- 康盛花園 ↔ 土瓜灣（高山道）

## 途經路線資料（巴士）

### 九龍巴士95線
- 翠林 ↔ 九龍站

往九龍站方向途經。

### 九龍巴士95M線
- 翠林 ↔ 觀塘（雅麗道）

往觀塘（雅麗道）方向途經。

## 車坑分佈
| 車坑分佈（以入口最左邊起計） | 車坑分佈（以入口最左邊起計） | 車坑分佈（以入口最左邊起計）                 |
| 車坑編號                     | 車坑數目                     | 路線                                         |
| ---------------------------- | ---------------------------- | -------------------------------------------- |
| 1                            | 雙坑                         | 九龍巴士95、95M、98P線 城巴798A、E22A、N29線 |
| 2                            | 單坑                         | 過海隧道巴士690、690P線                      |
| 3                            | 三坑                         | 九龍巴士96、97、296M、R298線                 |

## 使用狀況
康盛花園居民為求方便，通常會到寶琳北路的巴士站候車；而景嶺書院的學生則會使用總站，故此除了上、下課時間，總站使用量只屬一般。

## 外部連結
- 九巴 （页面存档备份，存于）
- 康盛花園巴士總站 （页面存档备份，存于），城巴／新巴